# Ирландия на «Евровидении-2009»
Ирландия на конкурсе песни Евровидение в 2009 году, проходившем в Москве, выступала в 43-й раз. Её представляли Шинейд Малви и Black Daisy с песней Et Cetera. Освещала конкурс в Ирландии телекомпания Raidió Teilifís Éireann (RTÉ).

## Отбор

### Подготовка
Вопрос об участии Ирландии в Евровидении-2009 долго оставался открытым: телерадиокомпания Radio Telefís Éireann (RTÉ) не могла определить, будет ли транслироваться национальный отборочный конкурс и в каком формате он будет проходить. Финансовый кризис вынуждал ирландцев ограничиться внутренним отбором, однако те в последний момент решили провести официальный национальный отбор наподобие 2006 и 2007 годов и в рамках концерта на шоу The Late Late Show объявить победителя The provisional date was set at 20 February 2009.
На фоне подготовки к национальному финалу появились слухи, что RTÉ может без отбора отправить кого-то из исполнителей на конкурс. Так, одним из кандидатов на поездку был Джонни Логан, выигрывавший конкурс дважды. В обмен на его отказ от участия в телешоу Логан отправлялся на Евровидение в Москву. Логан заявлял, что ещё в 2007 году пытался договориться об участии в Евровидении, но соглашение с RTÉ так и не заключил. Участник шоу The X Factor Эоэн Куин, занявший 3-е место на шоу в 2008 году, также предлагал свою кандидатуру на поездку в Москву.
Стараниями RTÉ был организован национальный финал под названием Eurosong 2009, на котором выбирался представитель страны на Евровидении без какого-либо внутреннего отбора. Финал запланировали на 20 февраля 2009, как в 2006 и 2007 годах, в специальном выпуске The Late Late Show. Ведущий шоу Пэт Кенни объявил, что в финале выступят шесть кандидатов на поездку, а при помощи совместного голосования телезрителей и жюри со всех графств Ирландии определится победитель. Отбор финалистов проводило жюри во главе с Линдой Мартин. Свыше 300 заявок пришло на RTÉ ко 2 февраля.

### Финал
Официально первой конкурсанткой стала латвийская певица Кристина Захарова с песней «I Wish I Could Pretend». Песню написали Лаурис Рейникс и Гордон Погода: изначально она должна была участвовать в латвийском национальном отборе, но в итоге Рейникс решил попытать счастья в ирландском отборе. Список конкурсантов был представлен 13 февраля. Первое прослушивание песен состоялось в радиопередаче The Derek Mooney Show на RTÉ Radio One 19 февраля, за день до финала. В шоу подтвердилось, что зрители и жюри примут участие в выборе победителя: телезрители со всей страны смогут путём телефонных звонков и СМС-сообщений дать песне до 40 баллов, а жюри из городов Лимерик, Слайго, Дублин и Корк присудят песне от 1 до 10 баллов. Во время шоу свою оценку и шансы конкурсантов высказывали три человека: телеведущий-комментатор Евровидения Марти Уилан, певица Линда Мартин (победительница Евровидения-1992) и американский телеведущий Джерри Спрингер.
Победу одержали Шинейд Малви и Black Daisy с песней Et Cetera: зрители присудили ей максимальные 40 очков, а жюри — 38 из 40 возможных.
| Номер | Исполнитель                | Песня                    | Автор песни                                                   | Баллы жюри | Баллы зрителей | Итого | Место |
| ----- | -------------------------- | ------------------------ | ------------------------------------------------------------- | ---------- | -------------- | ----- | ----- |
| 1     | M.N.A.                     | "Flying"                 | Ронан Маккормак                                               | 15         | 8              | 23    | 6     |
| 2     | Лора-Джейн Хантер          | "Out of Control"         | Дерри О'Донован                                               | 9          | 32             | 41    | 3     |
| 3     | Ли Брэдшоу                 | "So What"                | Билли Ларкин, Кевин Бретнаг                                   | 10         | 16             | 26    | 4     |
| 4     | Джонни Брэди               | "Amazing"                | Тони Адамс Роза                                               | 20         | 4              | 24    | 5     |
| 5     | Кристина Захарова          | "I Wish I Could Pretend" | Лаурис Рейникс, Гордон Погода                                 | 32         | 24             | 56    | 2     |
| 6     | Шинейд Малви & Black Daisy | "Et Cetera"              | Нил Муни, Йонас Гладникофф, Даниэле Моретти, Кристина Шиллинг | 38         | 40             | 78    | 1     |

#### Голосование
| Песня                    | Баллы жюри | Баллы жюри | Баллы жюри | Баллы жюри | Баллы жюри | Баллы зрителей | Итого | Место |
| Песня                    | Корк       | Слайго     | Лимерик    | Дублин     | Итого      | Баллы зрителей | Итого | Место |
| ------------------------ | ---------- | ---------- | ---------- | ---------- | ---------- | -------------- | ----- | ----- |
| "Flying"                 | 8          | 4          | 1          | 2          | 15         | 8              | 23    | 6     |
| "Out of Control"         | 2          | 2          | 4          | 1          | 9          | 32             | 41    | 3     |
| "So What"                | 1          | 1          | 2          | 6          | 10         | 16             | 26    | 4     |
| "Amazing"                | 4          | 6          | 6          | 4          | 20         | 4              | 24    | 5     |
| "I Wish I Could Pretend" | 6          | 8          | 8          | 10         | 32         | 24             | 56    | 2     |
| "Et Cetera"              | 10         | 10         | 10         | 8          | 38         | 40             | 78    | 1     |

## Участие в полуфинале
Так как Ирландия не пробилась в финал в конкурсе 2008 года, то в 2009 году она начала выступление в одном из двух полуфиналов, и не прошла его.
Выставленные в полуфинале очки Ирландии другими странами:
| Страна     | Количество баллов |
| ---------- | ----------------- |
| Албания    | 7                 |
| Хорватия   | 1                 |
| Дания      | 10                |
| Эстония    | 4                 |
| Франция    | 1                 |
| Латвия     | 5                 |
| Литва      | 7                 |
| Молдавия   | 2                 |
| Норвегия   | 4                 |
| Польша     | 3                 |
| Сербия     | 3                 |
| Словения   | 2                 |
| Нидерланды | 3                 |
| Всего      | 52                |

Очки, выставленные Ирландией в полуфинале другим странам:
| Страна      | Количество баллов |
| ----------- | ----------------- |
| Норвегия    | 8                 |
| Азербайджан | 6                 |
| Эстония     | 4                 |
| Молдавия    | 5                 |
| Украина     | 3                 |
| Дания       | 7                 |
| Литва       | 12                |
| Польша      | 10                |
| Кипр        | 2                 |
| Словакия    | 1                 |